# Rab kasiri
Rab kasiri (akad. rab kāṣirī, w transliteracji z pisma klinowego zapisywane GAL ka-ṣir lub GAL TÚG.KA.KÉŠ) – jedna z ważniejszych godności urzędniczych w starożytnej Asyrii i Babilonii, tłumaczona zazwyczaj jako „naczelny krawiec”, chociaż nazwa ta nie opisywała prawdziwych funkcji pełnionych przez tego urzędnika.

## Nazwa
W języku akadyjskim słowo kāṣiru, w zależności od kontekstu, oznaczać mogło bądź specjalnego rzemieślnika, który, analogicznie do tkacza (išparu), zajmował się produkcją tkanin, bądź też urzędnika niskiej rangi na dworze. Osoba nadzorująca pracę tego rodzaju rzemieślników lub urzędników nosiła tytuł rab kāṣirī. W opracowaniach naukowych tytuł ten tłumaczony jest zazwyczaj jako „naczelny krawiec” (ang. chief tailor, niem. Oberschneider).

## Rab kāṣirīw Asyrii
Na asyryjskim dworze królewskim urzędnik noszący tytuł rab kāṣirī był jednym z ważniejszych dostojników dworskich. Pierwotnie  pełnił on funkcje wynikające z nazwy jego urzędu, ale z czasem jego obowiązki zwiększyły się na tyle, iż zaczął pełnić również ważne funkcje państwowe. Jak wynika z zachowanej korespondencji królewskiej z okresu nowoasyryjskiego dostojnicy noszący tytuł rab kāṣirī działali aktywnie w Babilonii, stanowiąc ważne ogniwo w asyryjskiej administracji tego regionu. Z rozkazu króla reprezentowali oni tam asyryjskie interesy i pełnili rolę pośredników pomiędzy nim a Babilończykami. Brak informacji o ich działalności w sercu Asyrii i innych częściach imperium asyryjskiego zdaje się wskazywać, iż król asyryjski nie powoływał odrębnego, babilońskiego rab kāṣirī, ale że wysyłał z misjami na południe swego własnego rab kāṣirī z dworu królewskiego w Niniwie. 
Najstarsza wzmianka w korespondencji królewskiej mówiąca o rab kāṣirī znajduje się w liście z czasów panowania Sargona II (722-705 p.n.e.). W liście tym, adresowanym właśnie do rab kāṣirī (imię nie zachowało się), grupa aramejskich szejków z Tubliasz (region w Babilonii na północny wschód od Kraju Nadmorskiego) zwraca się do Asyryjczyków, aby ci przysłali swe wojska i ochronili ich ziemie przed buntownikami. Kolejna wzmianka znajduje się w liście z czasów panowania Asarhaddona (681-669 p.n.e.), w którym rab kāṣirī odpowiedzialny jest za przewiezienie srebra. W innym liście niejaki Kudurru, babiloński wróżbita, informuje Asarhaddona o spisku, w którym uczestniczyć mieli naczelny podczaszy (rab šāqê), naczelny krawiec, majordom (rab bēti), szambelan i zarządca miasta (ša muḫḫi āli). Naczelny krawiec, na rozkaz naczelnego podczaszego, zabrać miał Kudurru z Babilonii do Harranu, aby tam, w świątyni boga Sina, ten wywróżył, czy naczelnemu eunuchowi (rab ša rēši), najprawdopodobniej przywódcy spisku, uda się przejąć władzę królewską. Chcąc ratować swe życie Kudurru miał skłamać, że wróżba miała wynik pomyślny dla spiskowców. Znany jest jeszcze inny list z czasów panowania Asarhaddona, w którym rab kāṣirī wzmiankowany jest w powiązaniu z królem, a następnie - w uszkodzonym fragmencie - najprawdopodobniej przedstawiany Babilończykom jako jego wysłannik. Ostatnia grupa listów wzmiankujących rab kāṣirī pochodzi z czasów panowania Aszurbanipala (669-627? p.n.e.) i dotyczy wydarzeń mających miejsce w Babilonii przed, w trakcie i po rebelii Szamasz-szuma-ukina. W liście napisanym najprawdopodobniej jeszcze przed wybuchem tej rebelii Aszurbanipal nakazuje Babilończykom, aby ci zgłaszali się do Milki-ramu, naczelnego krawca. Najprawdopodobniej już w trakcie rebelii Szamasz-szuma-ukina niejaki Marduk wysłał list do rab kāṣirī, ale jego treść - poza nagłówkiem - nie zachowała się. Zgodnie z innym listem z tego samego okresu (nagłówek nie zachował się) rab kāṣirī udać się miał do Ur z darami dla bogini Nikkal w postaci stołu i lustra wykonanych ze złota. Jeszcze w innym liście nieznany nadawca informuje Aszurbanipala o roli rab kāṣirī w naprawie murów miasta Kuta, uszkodzonych w trakcie rebelii Szamasz-szuma-ukina. W końcu w liście datowanym na okres po rebelii rab kāṣirī dostarczyć miał królewską wiadomość do Kudurru, gubernatora Uruk. Niewykluczone, iż anonimowym rab kāṣirī z listów z czasów panowania Aszurbanipala może być wspomniany w jednym z nich Milki-ramu. 

## Rab kāṣirīw Babilonii
Po upadku Asyrii tytuł rab kāṣirī wraz z wieloma innymi asyryjskimi tytułami dworskimi zapożyczony został przez Babilończyków. Jak wskazują teksty pochodzące z okresu od panowania Nabuchodonozora II (604–562 p.n.e.) do panowania Nabonida (556–539 p.n.e.) noszony był on w Babilonii przez wysokich urzędników królewskich, którzy odpowiedzialni byli za królewski skarbiec w Babilonie. Na to, że tytuł ten w Babilonii oznaczać musiał „naczelnego skarbnika”, zdają się też wskazywać teksty z okresu achemenidzkiego, w których używany był on zamiennie z zapożyczonym z języka staroperskiego tytułem ganzabarru, który oznaczał właśnie skarbnika. Z zachowanych tekstów wiadomo, iż babiloński rab kāṣirī posiadał władną administrację (bīt rab kāṣirī) z własnym zarządcą (rab bīti), sługami i niewolnikami. Jednym ze znanych dostojników noszących tytuł rab kāṣirī był Nabu-zer-ibni, który wymieniany jest w jednej z inskrypcji Nabuchodonozora II w grupie sześciu najwyższych dostojników pałacowych.